# 歌のグランド・ショー
『歌のグランド・ショー』（うたのグランド・ショー）は、1964年4月12日から1968年3月31日、1972年4月4日から1973年3月27日、1976年4月6日から1977年12月21日までの3期に渡ってNHK総合テレビで放送されていた音楽番組である。カラー放送。1964年3月22日 19:20 - 19:59 （日本標準時）に一度パイロット版を放送した後、同年4月にレギュラー放送を開始した。

## 概要
第1期の『歌のグランド・ショー』は、『花の星座』→『こよい歌えば』の後継番組として放送開始。NHK東京放送会館に併設されていた初代NHKホール（1973年6月に運用を開始した現在のNHKホールとは別物）での公開放送で、放送開始から1年間は倍賞千恵子、アントニオ古賀と金井克子が司会を務めていた。1965年4月に倍賞が降板し、替わって同年6月に中尾ミエがメンバー入りした。番組はパイロット版の時点からカラー放送を行っていたが、何らかの都合でモノクロ放送に切り替えることもあった。
NHKには1968年1月7日放送分の映像（モノクロ映像）が保存されており、横浜市にある放送ライブラリーでも視聴が可能である。この回では、美空ひばりが「真赤な太陽」を歌唱する際、ジャッキー吉川とブルー・コメッツと、同曲を作曲した原信夫が演奏に加わった。他にも橋幸夫、西郷輝彦、和田弘とマヒナスターズが出演した。
第2期以降は、タイトルが『歌のグランドショー』（「・」が無くなる）となり、101スタジオからの生放送となった。当時NHKのアナウンサーだった山川静夫が司会を務め、番組レギュラーとして前期はフォーリーブス、後期（1972年10月17日から）は歌手デビュー前のキャンディーズが番組マスコットガールとして出演した。なおキャンディーズは、第2期と第3期の間に放送された後継番組『歌のゴールデンステージ』にも出演した。
第3期は引き続き山川と、演奏家の森ミドリが務めていたが、1977年3月に森が降板してからは山川が単独で司会を務めていた。

## 放送詳細
| 期    | 放送期間                      | 放送日時           | 司会者                               |
| ----- | ----------------------------- | ------------------ | ------------------------------------ |
| 第1期 | 1964年4月12日 - 1965年4月4日  | 日曜 19:25 - 20:14 | 倍賞千恵子、アントニオ古賀、金井克子 |
| 第1期 | 1965年4月11日 - 1965年6月27日 | 日曜 19:30 - 20:14 | アントニオ古賀、金井克子             |
| 第1期 | 1965年7月4日 - 1968年3月31日  | 日曜 19:30 - 20:14 | アントニオ古賀、中尾ミエ、金井克子   |
| 第2期 | 1972年4月4日 - 1973年3月27日  | 火曜 20:00 - 20:59 | 山川静夫                             |
| 第3期 | 1976年4月6日 - 1977年3月15日  | 火曜 20:00 - 20:49 | 山川静夫、森ミドリ                   |
| 第3期 | 1977年4月6日 - 1977年12月21日 | 水曜 20:00 - 20:49 | 山川静夫                             |

## スタッフ
- 構成：西野皓三[1]、塚田茂 / スタッフ東京、井上頌一
- 音楽：高見弘、小六禮次郎
- テーマ曲：中川昌
- 演奏：ダン池田とニューブリード（第2期）、東京放送管弦楽団、小野満とスイングビーバーズ（第3期）、ラブストリングス
- コーラス：スウィング・キャッツ
- ギター：小鈴二郎
- 振付：山田卓
- 踊り：ラブコーン
- 技術：清水久雄
- 美術：岩崎弘
- 制作：矢島敦美
- 演出：久米昭二